# Stefano Vaghi
Stefano Vaghi, né le 29 mai 2001 à Garbagnate Milanese en Italie, est un footballeur italien, qui évolue au poste d'arrière droit à l'Inter.

## Biographie

### En club
Jouant dès 5 ans au foot dans le club local de Cesate, avant de passer par le club du Caronnese (it) puis le Cremonese, avant d'arriver à l'Inter.

### En équipe nationale
Stefano Vaghi est sélectionné avec l'équipe d'Italie des moins de 17 ans pour participer au championnat d'Europe des moins de 17 ans en 2018 qui est organisée en Angleterre. Vaghi entre en jeu lors de trois des matchs de la compétition. L'Italie s'incline lors de la finale face aux Pays-Bas après une séance de tirs au but.

## Palmarès
- Finaliste du championnat d'Europe des moins de 17 ans en 2018 avec l'équipe d'Italie des moins de 17 ans.